# Vietteacris
Vietteacris is een geslacht van rechtvleugeligen uit de familie veldsprinkhanen (Acrididae). De wetenschappelijke naam van dit geslacht is voor het eerst geldig gepubliceerd in 1966 door Descamps & Wintrebert.

## Soorten
Het geslacht Vietteacris omvat de volgende soorten:
- Vietteacris insularis Wintrebert, 1972
- Vietteacris subfusca Descamps & Wintrebert, 1966